# ルートヴィヒ・クラーゲス

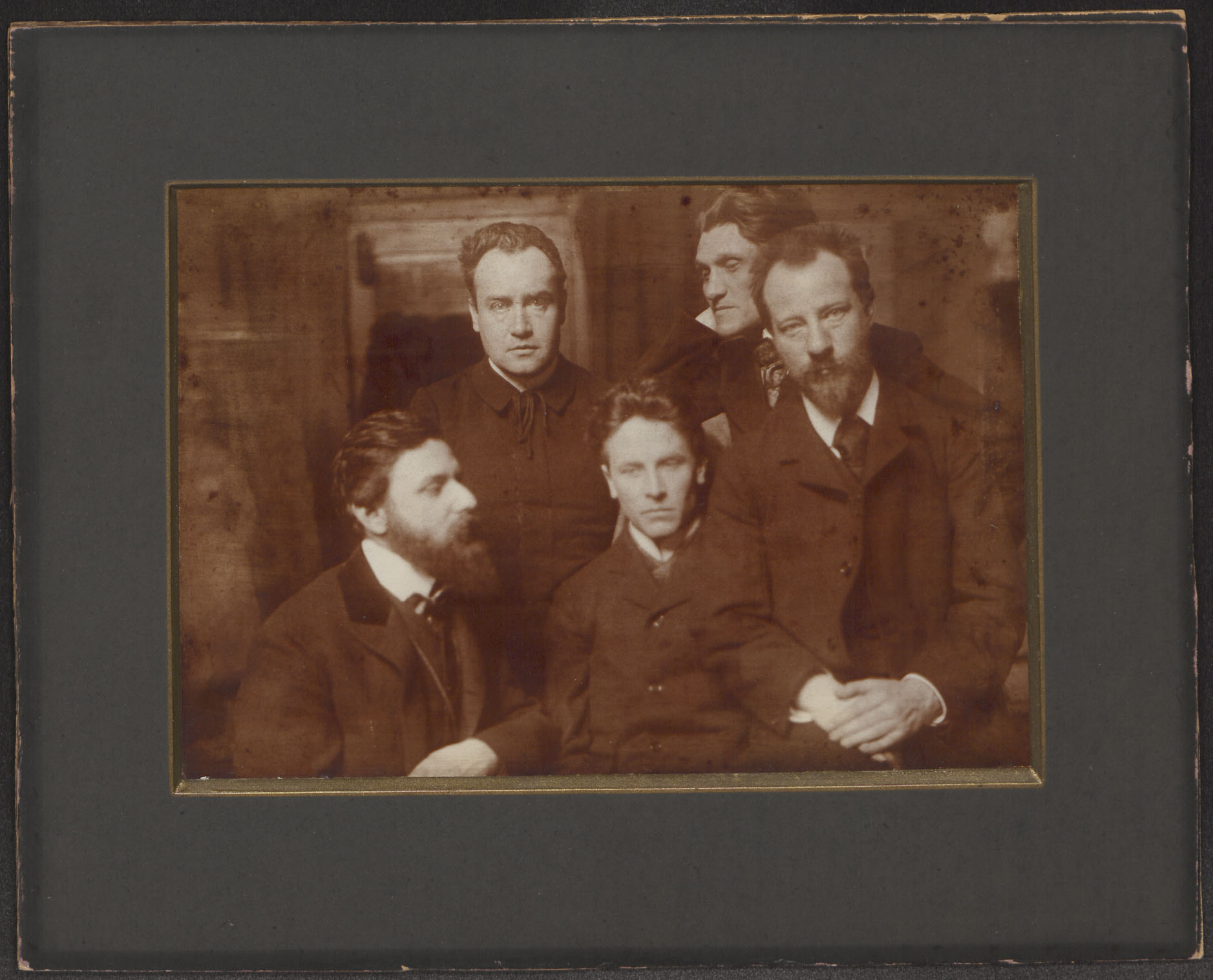
ルートヴィヒ・クラーゲス (中心)[1902]

フリードリヒ・コンラート・エードゥアルト・ヴィルヘルム・ルートヴィヒ・クラーゲス（ドイツ語：Friedrich Konrad Eduard Wilhelm Ludwig Klages、1872年12月10日 ハノーファー - 1956年7月29日 キルヒベルク）は、ドイツの生の哲学者、心理学者、科学的筆跡学の創始者である。
ルートヴィヒ・クラーゲスは、1913年にカッセルのホーアー・マイスナーで開催された第1回自由ドイツ青年大会で文明批評的な挨拶をしたことで知られている。

## 思想
「拍子は反復し、リズムは更新する」
『リズムの本質』という著作にあるこの短い文に、クラーゲスの思いが込められている。いわゆる自然科学的な理性を意味する「精神」は、ここでは力学的に捉えられる拍子を説明するものとして、生存を脅かす力やリズミカルな生と対置されている。

## 主要著作
- Mensch und Erde, 1913. 邦訳：千谷七郎訳、『人間と大地』、うぶすな書院、1986年 (ISBN 4900470015)。
- Vom Kosmogonischen Eros, 1921. 邦訳：田島正行訳、『宇宙生成的エロース』、うぶすな書院、2000年 (ISBN 4900470139)。
- Die Grundlagen der Charakterkunde, 1928. 邦訳：赤田豊治訳、『性格学の基礎』、うぶすな書院、1992年 (ISBN 4900470058)。
- Vom Wesen des Rhythmus, 1933. 邦訳：杉浦実訳、『リズムの本質』、みすず書房、1994年 (ISBN 462200464X)。
- 千谷七郎、柴田収一訳『性格学の基礎づけのために』、うぶすな書院、1988年 (ISBN 4900470023)。
- 千谷七郎, 平澤伸一, 吉増克實訳『心情の敵対者としての精神』、うぶすな書院、2008年。